# Christian Monaldi
Christian Monaldi (* 16. August 2006 in Rom) ist ein italienischer Kinderdarsteller.

## Leben
Monaldi wurde am 16. August 2006 in Rom geboren. Er gab 2014 in einer Episode der Fernsehserie Squadra antimafia – Palermo oggi sein Schauspieldebüt. Im Folgejahr war er als Statist im Film La solita commedia: Inferno. 2017 folgte eine Episodenrolle in der Fernsehserie I bastardi di Pizzofalcone. Außerdem verkörperte er ab demselben Jahr bis einschließlich 2021 die Rolle des Edo in 21 Episoden der Fernsehserie Che Dio ci aiuti. 2018 war er in insgesamt 12 Episoden der Fernsehserie Non dirlo al mio capo in der Rolle des Giuseppe zu sehen. 2019 erhielt er Besetzungen in dem Spielfilm Modalità Aereo und dem Kurzfilm I miei supereroi. 2021 spielte er in zwei Episoden der Miniserie La fuggitiva mit. Im Folgejahr war er in der Actionkomödie Zwei wie Pech und Schwefel in der Rolle des jungen Sorriso, dessen erwachsenes Alter Ego von Alessandro Roja dargestellt wurde, zu sehen. Seit 2023 spielt er die Rolle des Nico in der international vermarkteten Fernsehserie Home Sweet Rome.

## Filmografie (Auswahl)
- 2014: Squadra antimafia – Palermo oggi (Fernsehserie, Episode 6x01)
- 2015: La solita commedia: Inferno
- 2017: I bastardi di Pizzofalcone (Fernsehserie, Episode 1x06)
- 2017–2021: Che Dio ci aiuti (Fernsehserie, 21 Episoden)
- 2018: Non dirlo al mio capo (Fernsehserie, 12 Episoden)
- 2019: Modalità Aereo
- 2019: I miei supereroi (Kurzfilm)
- 2021: La fuggitiva (Miniserie, 2 Episoden)
- 2022: Zwei wie Pech und Schwefel (Altrimenti ci arrabbiamo)
- seit 2023: Home Sweet Rome (Fernsehserie)